# Stolivo Inferiore
Stolivo Inferiore (in montenegrino Donji Stoliv - Доњи Столив -), è un centro abitato del Montenegro, compreso nel comune di Cattaro.
Fu un comune della Provincia di Cattaro, suddivisione amministrativa del Governatorato della Dalmazia, dipendente dal Regno d'Italia dal 1941 al 1943.